# لا موجونيرا
بلدية لا موجونيرا (بالإسبانية: La Mojonera), هي بلدية تقع في مقاطعة المرية. جنوب شرق إسبانيا. يبلغ عدد سكانها 7.900 نسمة.

## وصلات خارجية
- نسخة محفوظة 29 أغسطس 2006 على موقع واي باك مشين. (بالإسبانية)